# شرکت نفت جنوب عراق
شرکت نفت جنوب عراق (انگلیسی: South Oil Company) یا شرکت نفت بصره، شرکت دولتی نفت و گاز عراقی است، که مسئولیت توسعه مخازن و تولید نفت خام از میادین هیدروکربوری مستقر در جنوب عراق را برعهده دارد. شرکت نفت جنوب در سال ۱۹۶۹ توسط وزارت نفت عراق و بعنوان زیرمجموعه‌ای از شرکت ملی نفت عراق تأسیس شد و هم‌اکنون مدیریت بر میادین مستقر در بصره، ناصریه، نجف، کربلا و واسط را برعهده دارد. دفتر مرکزی شرکت نفت جنوب عراق در شهر بصره قرار دارد. ظرفیت تولید نفت این شرکت بطور میانگین معادل یک میلیون و ۶۰۰ هزار بشکه در روز می‌باشد.